# Elephant Pass
Elephant Pass, (Tamoul: ஆனையிறவு, singhalais : අලිමංකඩ Alimankada) est un isthme situé à 340 km au nord de la capitale, reliant l'île principale à la Péninsule de Jaffna. De par son positionnement stratégique, un fort militaire est présent sur ce lieu. Ce fort a régulièrement été sujet à des batailles lors de la Guerre civile du Sri Lanka.

## Histoire
Elephant Pass est un point stratégique depuis 1760, lorsque les Portugais y ont construit un fort. Ce fort a été reconstruit et mis en garnison par les Néerlandais en 1776, puis par les britanniques en 1796. Une base militaire moderne a été construite par l'armée Sri Lankaise en 1952. À ce moment, la base couvrait une superficie de 23 km de long sur 8 km de large.

### Role pendant la guerre civile
La base militaire a changé de contrôle 2 fois pendant la guerre civile. L'armée Sri lankaise a tenu la base jusqu'en 2000, malgré plusieurs attaques des Tigres tamouls, tel que la première bataille d'Elephant Pass en 1991, où les Tigres tamouls ont perdu beaucoup d'hommes pendant cette tentative de capture. La base a servi de point de départ pour plusieurs offensives de l'armée Sri lankaise, comme l'Opération Yal Devi (nommé après le train de Colombo-Jaffna) en septembre 1993, ou l'Opération Sath Jaya (Victoire de la vérité) en juillet 1996.

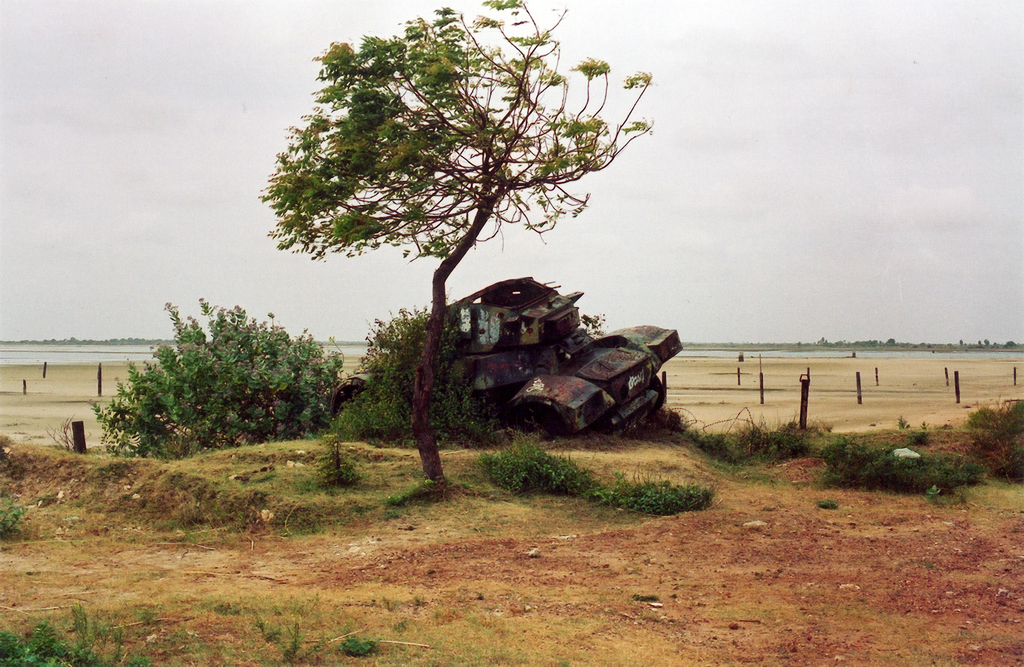
Tank Daimler en train de rouiller près d'un arbre à Elephant Pass

Lors d'une défaite cinglante, l'armée Sri Lankaise a perdu le contrôle du fort le 22 avril 2000 à la deuxième bataille d'Elephant Pass.
L'armée Srilankaise a repris son contrôle en 2008 à la troisième bataille d'Elephant Pass, pendant la campagne qui a mené à la destruction des Tigres tamouls.

### Développement d'après-guerre
Avant la guerre, entre 60 000 et 80 000 tonnes de sels étaient produites par an à Elephant Pass, et correspondaient à 40 % des besoins en sel du pays. Mais avec l'avènement de la guerre, les mines de sels ont été abandonnées en 1990. Depuis la fin de la guerre, le gouvernement recommence à s'intéresser à rouvrir les mines de sels car elles ont un grand potentiel pour l'exportation.
La zone a été entièrement déminée en 2014 par Delvon Assistance for Social Harmony (DASH), avec le soutien du gouvernement australien.
En 2016, la station de train Elephant Pass a été reconstruite avec l'aide d'étudiant et de professeurs de tout le pays, et avec une contribution de la part du Ministère de l'éducation.

## Dans la littérature
Le poète indien tamoul Kalki Krishnamurthy parle d'Elephant Pass comme d'endroit magnifique dans son livre Ponniyin Selvan.